# Melaminová vlákna
Melaminová vlákna (mezinárodní zkratka MF) jsou textilní výrobky z melamin-formaldehydové pryskyřice.

Chemická struktura melaminu

## Historie
Melamin jako umělá hmota se průmyslově vyrábí od roku 1930,  v roce 2023 se udávala  celosvětová produkce melaminu s 1,8 miliony tun.
Podíl textilních vláken na této částce nepřesahuje 0,5 %, ze kterých se ve 3. dekádě 21. století se vyrábí
- pod značkou Basofil®  sekaná vlákna a stříž – viz článek Basofil
- netkané textilie smartMELAMINE®. - Na začátku století byla pro melamin v Německu a v Rakousku vyvinuta výrobní technologie melt-blown, se kterou byla v roce 2018 ve slovinském Kočevje zahájena produkce na kontinuální lince s roční kapacitou 2 000 tun.[3]

## Výroba a použití rounasmart MELAMINE
Z melaminové pryskyřice se vyrábí modifikovanou technologií melt-blown samolepicí filamenty (1-20 µm), ze kterých se tvoří rouno o váze 30- 350 g/m² v šířce do 2,4 m. 
Použití: akustické a tepelné filtry, ochranné oděvy proti horku, matrace, podklad koberců